# Сражение при Егеварде
Сражение при Егеварде — одно из сражений во время ирано-византийской войны (602—628), произошедшее весной 604 года на территории Армении между византийскими и иранскими войсками.

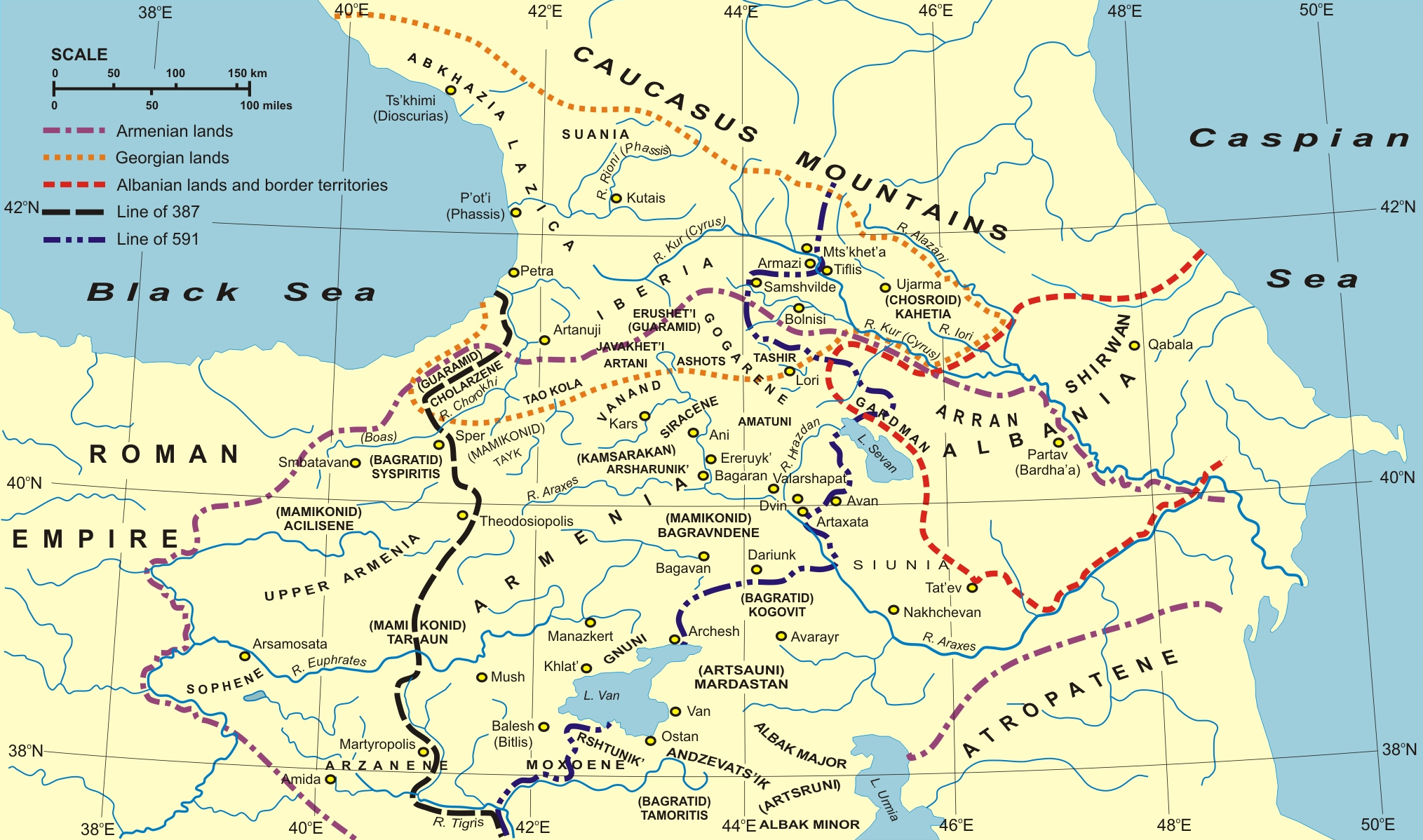
Ирано-византийское пограничье IV-VII веков

Начав войну против Византии, сасанидский Иран развернул войска согласно плану на месопотамском и армянском направлении. К началу зимы 603 года в Армению было направлено войско полководца Джуван-Веха. Достигнув Двина, Джуван-Вех расположил войско в окрестностях города на зимние квартиры. С наступлением весны 604 года военные действия возобновились. Сосредоточившаяся в местечке Егевард (село в области Арагацотн, в провинции Айрарат) византийская армия занималась укреплением своих позиций. Пытаясь захватить инициативу в свои руки, иранцы первыми начали наступление.
Вот как описывает сражение противоборствующих армий Себеос: «Войско персидское напало на них (византийцев); произошла битва на поле Егевард. Войска персидские были разбиты и понесли страшное поражение, полководца их (Джуван-Веха) убили в битве, остальных обратили в бегство и преследовали. Взяв добычу персидского лагеря, греки возвратились в свой стан».
В результате греки сумели навязать противнику сражение на укрепленных позициях с катастрофическими для персов последствиями. Последним пришлось восстанавливать всю материальную часть своей армии, потерянную при взятии лагеря ромеями.